# The Address Residence - Fountain Views Complex
The Address Residence - Fountain Views est un complexe de trois gratte-ciel en construction à Dubaï aux Émirats arabes unis. La plus haute tour s'élèvera à 332 mètres et les deux autres à 280 mètres. 